# Gabriele Romagnoli
Gabriele Romagnoli (Bologna, 10 settembre 1960) è un giornalista, scrittore e sceneggiatore italiano.

## Biografia
Laureato in Giurisprudenza all'Università di Bologna, esordisce nel 1986 con il racconto Undici calciatori, nell'antologia Giovani blues (Transeuropa), facente parte del progetto "Under 25" ideato da Pier Vittorio Tondelli. Pubblica il suo primo libro, Navi in bottiglia, 101 microracconti, nel 1993, nella cinquina finalista del Premio Selezione Campiello. Seguono il libro per ragazzi Video cronache (1994) e Oggetti da smarrire l'anno successivo (1995), quindi In tempo per il cielo (1995), e Passeggeri - Catalogo di ragioni per vivere e volare (1998).
Dopo una breve pausa pubblica nel 2001 Louisiana blues, a metà fra il diario di viaggio e la galleria di ritratti, nel 2004 L'artista, che ha vinto tra l'altro il premio Garda, e nel 2006 Non ci sono santi (Viaggio in Italia di un alieno). Nel 2007 pubblica una raccolta di monologhi, Il vizio dell'amore, che verranno poi trasformati in cortometraggi interpretati da trenta attrici di cinema e teatro, tra le quali figurano Amanda Sandrelli, Paola Pitagora, Isabella Ferrari, trasmessi in seguito dal canale televisivo satellitare Fox Life. Romagnoli figura tra gli sceneggiatori di Uno bianca e Distretto di Polizia.
Ha scritto i testi di Con le mani, un'azione scenica liberamente ispirata a Il quarto stato di Giuseppe Pellizza da Volpedo. Dal 1997 al 1999 è inviato a New York per il quotidiano italiano La Stampa, occupandosi soprattutto della questione della pena di morte; contemporaneamente partecipa in qualità di inviato ad alcune trasmissioni di Gad Lerner. Ha collaborato con diversi periodici e quotidiani, tra cui la Repubblica, Vanity Fair, Diario e Avvenire. Dopo aver vissuto al Cairo, nel novembre 2003 si è trasferito a Beirut, in Libano.
Nel gennaio 2011 viene nominato direttore del mensile GQ, edito da Condé Nast, al posto di Michele Lupi, mantenendo tale carica fino al giugno 2013.
 
Il 25 agosto 2014 si è sposato a New York con la giornalista Paola Saluzzi.
 
Dal 7 marzo 2016 al 1º agosto 2018 è stato direttore di Rai Sport. 
Dal 15 aprile 2019 tiene sul sito web del quotidiano la Repubblica una rubrica chiamata «La prima cosa bella».
Nel 2024, durante le elezioni presidenziali americane contraddistinte dalla sfida tra Donald Trump e la candidata democratica Kamala Harris, scrisse e pubblicò un articolo dal titolo "Ha vinto Kamala". Tuttavia, lo spoglio ufficiale dei voti assegnò la carica di 47º Presidente degli Stati Uniti d'America a Donald Trump, smentendo quanto riportato da Romagnoli.

## Opere (elenco parziale)
- Navi in bottiglia, 101 microracconti, Arnoldo Mondadori Editore, 1993
- Oggetti da smarrire, Franco Cosimo Panini Editore, 1994
- In tempo per il cielo, Arnoldo Mondadori Editore, 1995
- Videocronache, Arnoldo Mondadori Editore, 1997
- Dal grande fiume al mare, AA.VV, Edizioni Pendragon, Bologna, 2003
- Passeggeri - Catalogo di ragioni per vivere e volare, Garzanti, 1998
- Louisiana blues, Feltrinelli, Milano, 2001
- L'artista, Feltrinelli, Milano, 2004 (ristampa 66thand2nd 2013)
- Non ci sono santi (Viaggio in Italia di un alieno), Arnoldo Mondadori Editore 2006. ISBN 9788804550303
- Il vizio dell'amore, Arnoldo Mondadori Editore,  2007 (Libro + DVD). ISBN 978-88-04-56472-0
- Solo i treni hanno la strada segnata, Arnoldo Mondadori Editore,  2008
- Un tuffo nella luce, Arnoldo Mondadori Editore, 2010
- Domanda di grazia, Arnoldo Mondadori Editore, 2013. ISBN 8804622970
- Solo bagaglio a mano, Feltrinelli, Milano, 2015, ISBN 9788807491887
- Coraggio!, Feltrinelli, Milano, 2016.
- Senza fine. La meraviglia dell'ultimo amore. Feltrinelli, Milano, 2018.
- Cosa faresti se. Feltrinelli, Milano, 2021. ISBN 9788807034411
- La prima cosa bella, Feltrinelli, Milano, 2024. ISBN 9788807174322